# Japanischer Fußball-Supercup 2005
Der japanische Fußball-Supercup 2005 wurde am 26. Februar 2005 zwischen dem japanischen Meister 2004 Yokohama F. Marinos und dem Kaiserpokal-Sieger 2004 Tokyo Verdy 1969 ausgetragen. Das Spiel fand im Internationales Stadion Yokohama in Yokohama statt.
| Paarung             | Yokohama F. Marinos – Tokyo Verdy 1969 |
| Ergebnis            | 2:2 (0:0), 4:5 i. E. |
| Datum               | 26. Februar 2005 um 13:33 Uhr |
| Stadion             | Internationales Stadion Yokohama, Yokohama |
| Zuschauer           | 21.104 |
| Schiedsrichter      | Tōru Kamikawa |
| Tore                | 0:1 Washington (68.) 1:1 Masahiro Ōhashi (72.) 2:1 Hayuma Tanaka (87.) 2:2 Washington (89.) Elfmeterschießen: 1:0 Yūzō Kurihara 1:1 Kentarō Hayashi 2:1 Masahiro Ōhashi 2:2 Washington 2:2 Yoshiharu Ueno 2:3 Yoshiyuki Kobayashi 3:3 Dutra 3:4 Kazuki Hiramoto 4:4 Hayuma Tanaka 4:5 Lee Gang-jin |
| Yokohama F. Marinos | Tatsuya Enomoto – Yūzō Kurihara, Eisuke Nakanishi (72. Akihiro Endō), Yūji Nakazawa – Hayuma Tanaka, Yoshiharu Ueno, Daisuke Nasu, Dutra, Daisuke Oku (81. Masato Yamazaki) – Hideo Ōshima, Norihisa Shimizu (68. Masahiro Ōhashi) Cheftrainer: Takeshi Okada                                      |
| Tokyo Verdy 1969    | Yoshinari Takagi – Lee Gang-jin, Kentarō Hayashi, Kazuyuki Toda (80. Ryō Nurishi) – Takuya Yamada, Daigo Kobayashi, Yoshiyuki Kobayashi, Takashi Hirano, Takahito Soma – Washington, Kazuki Hiramoto Cheftrainer: Osvaldo Ardiles ( Argentinien)                                                   |
| Gelbe Karten        | Yuzo Kurihara (52.) – Takashi Hirano (19.), Lee Gang-jin (50.) |

## Supercup-Sieger Tokyo Verdy 1969
|  | Tokyo Verdy 1969 |
|  | - Tor: Yoshinari Takagi - Abwehr: Lee Gang-jin; Kentarō Hayashi; Kazuyuki Toda; Ryō Nurishi - Mittelfeld: Takuya Yamada; Daigo Kobayashi; Yoshiyuki Kobayashi; Takashi Hirano; Takahito Soma - Angriff: Washington; Kazuki Hiramoto |
|  | Trainer: Osvaldo Ardiles |